# الکتریک (نرم‌افزار)
Electric سیستم طراحی VLSI یک ابزار EDA است که در ابتدای دهه ۱۹۸۰ توسط Steven M. Rubin طراحی شد. Electric برای کشیدن شماتیک و طراحی مدار مجتمع استفاده می‌شد. همچنین می‌تواند زبان‌های شرح سخت‌افزار همچون VHDL و Verilog را نیز به کار ببرد. این سیستم ابزارهای تحلیلی و سنتز بسیاری دارد، شامل بررسی قوانین طراحی، شبیه‌سازی، مسیریابی، طرح از شماتیک، تلاش منطقی و دیگر.
Electric هم‌اکنون بخشی از پروژه گنو است و به زبان Java توسعه داده‌شده و به عنوان نرم‌افزار آزاد و متن‌باز تحت پروانه عمومی همگانی گنو (GPL) نسخه ۳ یا بالاتر منتشر شده‌است.

## روش طراحی جایگزین برای مدارهای مجتمع
برخلاف سیستم‌های دیگر طراحی مدار مجتمع (IC) که از دستکاری چندضلعی‌ها روی لایه‌های مختلف ویفر استفاده می‌کنند، Electric طرح آی‌سی را به صورت اتصال مداری می‌بیند، مشابه روشی که سیستم‌های ضبط شماتیک کار می‌کنند. در Electric، طراحان، نودها (ترانزیستورها، اتصالات و...) را قرار می‌دهند و آن‌ها را با اتصال (سیم) به هم وصل می‌کنند. این کار خوبی‌ها و کاستی‌هایی را به همراه دارد.
یک خوبی این کار این است که مدارها همیشه پخش هستند، بنابراین تحلیل‌گرهایی که می‌خواهند مکان‌شناسی (طرح در قیاس با شماتیک، شبیه‌سازی و...) را بدانند می‌توانند سریع‌تر به نتیجه برسند. همچنین با ارائه ضبط شماتیک گونه، رابط کاربری طرح آی‌سی و طراحی شماتیک را به یک شکل نمایش می‌دهد. و در آخر، نمایش گره و اتصال مدار، افزودن محدودیت‌های طرح را به اتصال‌ها ساده‌تر می‌سازد، که طراح را قادر می‌سازد، طرح را در حالی که تغییرات اتفاق می‌افتد به صورت متصل برنامه‌نویسی نماید.
این روش طراحی همچنین کاستی‌هایی دارد. یک کاستی آن این است که طراحان با آن آشنا نیستند، و چنین روشی برای استفاده نیازمند آموزش است. دیده‌شده است که افرادی که هیچ تجربه‌ای در طراحی طرح آی‌سی ندارند با این روش غیرعادی Electric راحت هستند، اما کسانی که طرح آی‌سی را روی سیستم‌های دیگر پیاده‌سازی کرده‌اند، کار با Electric را دشوار یافتند. یک کاستی دیگر این است که درون‌ریزی چندضلعی‌ها از سیستم‌های سنتی کار دشواری است، چرا که گره‌های آن‌ها می‌بایست استخراج گردد، و چندضلعی‌ها عموماً با قرارگیری گره و اتصال که در Electric فراهم شده هماهنگ نیستند.

## پیشینه
Electric در ابتدای دهه ۱۹۸۰به زبان سی نوشته شد (اولین خاطرات داخلی نوشته‌شده درباره Electric مربوط به ۱۹ نوامبر ۱۹۸۲ است). چندی بعد، Electric برای دانشگاه‌ها و مراکز تحقیقاتی به صورت رایگان ارائه می‌شد و استفاده بین‌المللی وسیعی یافته‌بود.
در میانه دهه ۱۹۸۰، توسط Applicon به صورت تجاری تحت نام Bravo3VLSI فروخته شد.
در ۱۹۸۸، ثبت Electric Editor سرمایه‌گذاری شد و سیستم به صورت تجاری فروخته شد. این شرکت متن برنامه را از طریق بنیاد نرم‌افزار آزاد در ۱۹۹۸ منتشر ساخت.
در ۲۰۰۰، نرم‌افزار آزاد ایستا ساخته شد تا انتشار Electric را مدیریت نماید.
در سپتامبر ۲۰۰۳، نسخه سی Electric متروکه ماند و سیستم به زبان جاوا ترجمه شد. این کار در ژوئن ۲۰۰۵ کامل شد. اگرچه کُد سی همچنان دردسترس است، دیگر توسعه و پشتیبانی داده نمی‌شود. کُد جدید و پیشرفت یافته جاوا برای همه کاربران آزاد است.